# John Pawson
John Pawson (Halifax, 1949. május 6. –) brit építész,  belsőépítész és formatervező, a kortárs minimalista stílus kiemelkedő képviselője.

## Pályafutása
Pawson az Eton College-ban töltött évek után a családi textilvállalkozásban dolgozott, majd Japánba költözött, ahol angolt tanított Nagoja egyetemén. Az építészettel Tokióban, Kuramata Siro irodájában ismerkedett meg. Miután visszatért Angliába, építészeti tanulmányokba kezdett az Architectural Association iskolájában, és 1981-ben megalapította saját irodáját John Pawson Office  néven.
Jellegzetes, saját stílusjegyek kialakítása helyett Pawsont elsősorban a fény, az arányok, a tér és az anyagok viszonya foglalkoztatta és foglalkoztatja. Ennek elméletét először Minimum című, 1996-ban megjelent könyvében fejtette ki. Korai munkái között elsősorban magánházakat, villákat lehet említeni, emellett belsőépítészettel és tárgytervezéssel is foglalkozott. Első komoly nemzetközi sikerét a Calvin Klein divatmárka üzletének belsőépítészetével aratta, a New York-i Madison Square-en. 2002-ben és 2004-ben is kiállított a Velencei Építészeti Biennálén, utóbb a brit pavilonban.

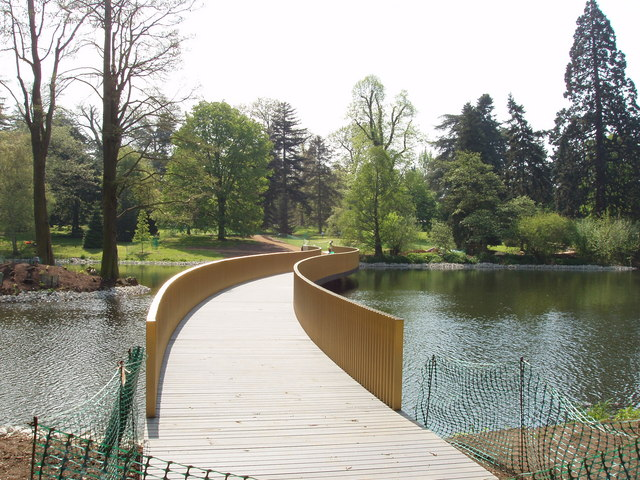
A Sackler-híd a londoni Királyi Botanikus Kertekben.

Építészeti munkáit a formák és anyagok radikális leegyszerűsítése, a nagyméretű sík felületek és geometrikus testek összhangja jellemzi. Több mint egy tucatnyi magánházat tervezett, elsősorban Nagy-Britanniában, de állnak épületei Németországban és Japánban is. 2006-ban készült el a tervei szerint londoni Királyi Botanikus Kertek Sackler-hídja. A vízhez a lehető legközelebb elhelyezett, S alakú átkelő az építész szándéka szerint „a vízen sétálás” illúzióját adja használójának. 2010 júniusában hét építésziroda közül Pawson műhelyét választotta ki a londoni Design Museum, hogy a Brit Nemzetközösség egykori székházának átalakításával létrehozza új otthonát. Pawson házas, két gyermeke van.

## Legfontosabb művei

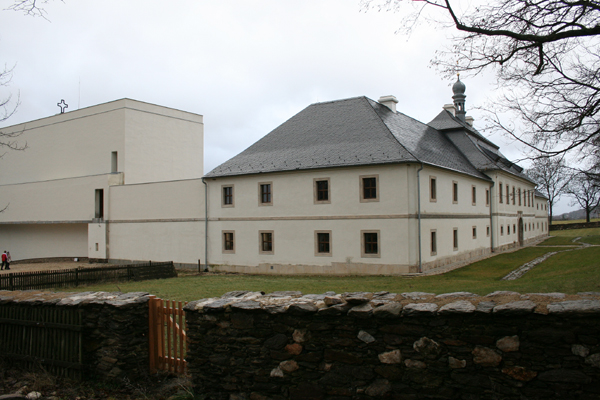
Trappista kolostor a csehországi Nový Dvůrban.

A franciaországi Thoronet 12-13. századi ciszterci apátsága (amely Le Corbusier számára is meghatározó volt a tourette-i kolostor tervezésénél), Pawson számára is meghatározó élmény; a ma múzeumként működő épületben kiállítást is rendezett 2006-ban. A Thoronet-ben tapasztaltak ihlették Pawsont, miután 1999-ben francia ciszterci szerzetesek egy trappista kolostor tervezésére kérték fel a csehországi Nový Dvůrban, egy elhagyott barokk majorság épületének felhasználásával. Pawson a kétszintes majorsági épület bővítésével zárt, négyzetes udvart hozott létre, áthidalva a terület jelentős szintkülönbségét. Az egyik oldalszárnyban kapott helyet a nagyméretű, a középkori szerzetesi templomok térarányait idéző, de részleteiben mai templomépület, altemplommal. A 2004-ben elkészült épületegyüttes komoly nemzetközi sikert aratott, dacára annak, hogy a kolostor egyáltalán nem látogatható.
A csehországi kolostor ismeretében kérte fel a Pannonhalmi Bencés Főapátság Pawsont a kolostor templomának helyreállítására. A tervezési szerződést 2007-ben kötötték meg, Pawson hazai tervezőtársa a 3h Építésziroda volt. A szerzetesekkel közösen alkotott, az örökségvédelmi hivatal által is jóváhagyott terv szerint a templom, amely eddig Storno Ferenc 1870-es évekbeli helyreállításának nyomait viselte magán, új padlózatot és berendezést kapott, és eltávolították a jelenlegi tér két meghatározó elemét, a szószéket és a Szent Mártont ábrázoló üvegablakot is. A munkálatok 2011-2012-ben zajlottak, a bazilikát 2012. augusztus 27-én szentelték újra.
A pannonhalmi munkáról Pawson így nyilatkozott:
|  | „ Nem kell szerzetesnek lenni ahhoz, hogy valaki templomot tervezzen… A templom tervezése során létre kell hozni egy helyet a szemlélődés és az imádság számára. (…) Léteznie kell egy plusz dimenziónak, amely remélhetőleg biztosítja a hely szakrális atmoszféráját.” |
|  | |